# Exil in der Türkei 1933–1945
In der Zeit des Nationalsozialismus gingen mehrere hundert Verfolgte ins Exil in der Türkei. Diejenigen, die von Deutschland ausgebürgert wurden oder aus anderen Gründen staatenlos waren, bekamen zum Teil „heimatlos“ in den Pass gestempelt, was zu einem Synonym für den Status der Exilanten wurde und als haymatloz in die türkische Sprache eingegangen ist.

## Geschichte
Das Osmanische Reich pflegte seit der zweiten Hälfte des 19. Jahrhunderts enge wirtschaftliche und militärische Beziehungen zum Deutschen Reich. Seit dieser Zeit befanden sich eine Reihe von Deutschen im Land, die dort häufig Beraterverträge hatten, insbesondere im Zusammenhang mit dem Bau der Bagdadbahn und dem Aufbau der deutschen Militärmissionen. Knapp zehn Jahre nach der Ausrufung der Republik Türkei durch Atatürk erfolgte die Machtübernahme der NSDAP. Unmittelbar nach der politisch und rassistisch motivierten Ausschaltung von missliebigen Personen aus dem Beamtenapparat flohen viele Verfolgte unter anderem in die Türkei. Diese bezeichneten sich ironisch als „Deutsche Kolonie B“ – in Abgrenzung zu den sogenannten „Reichs- und Volksdeutschen“. Die meisten der Exilanten haben Deutschland verlassen, weil sie sich wegen antisemitischer Verfolgung, aus beruflichen oder sonstigen Gründen nicht mehr sicher fühlten. Teilweise ist es schwer, reguläre Arbeitsmigration oder Exil wegen politischer Verfolgung zu unterscheiden.
Bis zu diesem Zeitpunkt hatte Atatürk in der Türkei tiefgreifende Reformen durchgesetzt, die auf eine Verwestlichung der Gesellschaft zielten. Zum Vorantreiben dieser Entwicklung waren westliche Wissenschaftler und Techniker willkommen. 1933 wurden die türkischen Universitäten reformiert und im Juli wurden die ersten Verträge mit deutschen Wissenschaftlern abgeschlossen. Mit ihrer Anstellung verpflichteten sie sich, Türkisch zu lernen und Lehrbücher auf Türkisch zu publizieren. Dafür erhielten sie in der Regel sehr gut dotierte Positionen an den Hochschulen und bei Regierungsbehörden, teilweise wurden sogar spezielle Institute gegründet, die von Exilanten geleitet wurden. Nach der Machtübernahme der NSDAP nutzten viele Akademiker, die aus dem deutschen Wissenschaftsbetrieb verdrängt wurden, die Angebote der türkischen Regierung. Nach dem Anschluss Österreichs an Deutschland folgten Emigranten aus Österreich und später aus den im Zweiten Weltkrieg besetzten Ländern. Ab 1937 zogen einige derjenigen, die in der Türkei Zuflucht gesucht hatten, in andere Länder, besonders die USA, aber auch Großbritannien, weiter. Bis 1945 hatten circa 1.000 Exilanten aus dem deutschsprachigen Raum in der Türkei Zuflucht gefunden. Der Türkei-Historiker Stanford Shaw schreibt dazu:

„Eine neue Ära türkischer Hilfe für jüdische Flüchtlinge begann in den frühen 1930er Jahren, als Mustafa Kemal Atatürk und sein Bildungsminister, Hasan Ali Yücel, die von Hitler veranlasste Entlassung von Juden aus Bildung und Wissenschaft dazu nutzten, Hunderte von ihnen in die Türkei zu bringen, wo sie signifikant zur Entwicklung der türkischen Universitäten und wissenschaftlichen Einrichtungen wie auch der schönen Künste und Musik beitrugen.“

Im Zuge der seit der Republikgründung verfolgten Propagierung der türkischen Nation und des damit verbundenen Assimilationsdrucks auf andere ethnische Gruppen erließ die Türkei Gesetze, welche nicht nur jüdischen Flüchtlingen die Einwanderung verweigerten oder erschwerten, sondern auch türkische Staatsbürger jüdischen Glaubens diskriminierten. So widersetzte sich die Regierung in Ankara den Versuchen der deutschen Regierung, in Frankreich lebende türkische Staatsbürger jüdischen Glaubens (die erst aufgrund der türkischen Nationalitätenpolitik dorthin emigriert waren) in die Türkei zu repatriieren. Die restriktive Haltung der Türkei und Großbritanniens war mit ein Grund für die Versenkung der Struma durch ein sowjetisches U-Boot 1942 und den Tod von fast 800 Menschen. Im Verlauf der europäischen Judenverfolgung widersetzten sich einzelne türkische Diplomaten der offiziellen Linie Ankaras und setzten sich für verfolgte Juden ein. Der türkische Generalkonsul auf Rhodos, Selahattin Ülkümen, rettete etwa 50 Juden vor der Deportation in die Vernichtungslager und wurde dafür 1990 als Gerechter unter den Völkern geehrt. So auch İsmail Necdet Kent (1911–2002) der als türkischer Generalkonsul in Marseille (1942 bis 1945) zahlreichen verfolgten Juden mit der Ausstellung von türkischen Reisepässen (Türk Pasaportu) die Ausreise in die Türkei ermöglichte.
Vereinzelt haben sich Exilanten – in der Regel erfolgreich – um die türkische Staatsbürgerschaft bemüht. Es gab auch einige Hochzeiten mit einheimischen Partnern. Bis 1949 waren circa zwei Drittel der Exilanten in ihre Herkunftsländer zurückgekehrt. Weitere knapp 30 Prozent siedelten in die USA über und einige wenige wurden in der Türkei heimisch. Über die enormen Anpassungsprobleme und die sehr autoritäre Beziehung des türkischen Staates zu den Einwanderern, Faktoren, die in der Regel zum Weiterziehen motivierten, berichtet anschaulich Liselotte Dieckmann.
Albert Einstein als Ehrenpräsident des Œuvre de secours aux enfants (OSE oder World Union OZE) bot der türkischen Regierung unter Ismet Inönü am 17. September 1933 an, dass vierzig deutsche Professoren und Ärzte zur Arbeit in die Türkei kommen, für diese ein Jahr lang kostenlos. Das Angebot wurde abgeschlagen; die Vermutungen in der heutigen Literatur gehen dahin, dass die Türkei kein solches Projekt mit einer explizit jüdischen Organisation wünschte.

## Die Emigrantenkinder von Ankara
In und mit der Emigration zu leben, ist immer auch eine Herausforderung für die davon betroffenen Kinder und Jugendlichen. Normalerweise überwiegt bei der Behandlung dieser Thematik der Blick auf die mit dem Exil verbundenen Bedrohungen und die sich daraus oftmals ableitenden „traumatischen Wirkungen über mehrere Generationen“ hinweg. Um so erstaunlicher, wenn ausgerechnet in einer Studie über die Emigrationserfahrungen deutscher Kinder in Ankara am Schluss das Fazit lautet:

„Für die Thematik ‚Kindheit im Exil‘ belegen aber die Kindheitserlebnisse in Ankara, dass Heranwachsende das Exil nicht grundsätzlich als traumatisch oder schwer belastend erfahren mussten. Diejenigen, die ihre Kindheit in Ankara verbrachten, sehen rückblickend weniger den Verlust, den sie durch die Emigration erlitten haben. Für sie bedeutete die Zeit in der Türkei eine Bereicherung.“

Die Gründe für diese auf viele Interviews mit Betroffenen gestützte Einschätzung sind in der besonderen Exilsituation in der Türkei zu suchen – wobei allerdings offen bleiben muss, ob sich Hillebrechts auf die Kinder in Ankara bezogene Einschätzung für die gesamte Türkei verallgemeinern lässt, denn es gibt bislang keine vergleichbare Untersuchung über Emigrantenkinder, die an anderen Orten der Türkei lebten.

### Lebensraum Ankara
Zu den etwa 1000 deutschsprachigen Flüchtlingen in der Türkei zählten auch an die 275 Kinder. Von diesen Kindern lebten um die 53 mit ihren Eltern in Ankara, 10 weitere wurden hier geboren.
27 der mit ihren Eltern in die Türkei gekommenen Mädchen und Jungen waren zwischen 1925 und 1932 geboren worden und somit bei Kriegsausbruch zwischen sieben und 14 Jahre alt. Die Väter dieser 63 Kinder waren fast durchweg Akademiker, vielfach aufgrund ihres jüdischen Glaubens von den deutschen Hochschulen vertrieben, aber weiterhin in Ankara an der Hochschule tätig. Sie kamen nicht als Bittsteller ins Land, sondern als gefragte Fachkräfte, woraus sich eine völlig andere Situation ergab als bei den vielen anderen Emigrantinnen und Emigranten, die für sich und ihre Familien auf Einreisemöglichkeiten in die USA oder nach Großbritannien hofften oder vor den Konsulaten fremder Länder um Visen betteln mussten.
Viele dieser Kinder hatten keine Vorstellungen von der Türkei oder allenfalls solche, die sie der Lektüre von Karl May entlehnt hatten. Der Abschied aus Deutschland fiel ihnen meistens nicht schwer, da er – bis gegen Ende der 1930er Jahre – oft Folge eines geplanten und nahezu geordneten Umzugs war. Durch das Fehlen eines direkten Fluchterlebnisses war die Reise in die Türkei bereits die erste Station eines großen Abenteuers, auf die als zweite Station Istanbul folgte.
Auf Istanbul folgte der Kulturschock – zumindest für die Erwachsenen: Ankara. Die Stadt hatte um 1935 herum etwa 120.000 Einwohner, sie lag in einer kahlen Steppe, Straßen waren vielfach nicht befestigt, Kamel-Karawanen gehörten noch zum Alltag, das Klima in den heißen Sommermonaten war gewöhnungsbedürftig, bäuerliche Gesellschaft und westlich orientierte Moderne begegneten sich auf engstem Raum. Für die Kinder scheint das weniger problematisch gewesen zu sein. Ihnen ließ die überschaubare Größe der Stadt viel Bewegungsraum, sie fühlten sich frei und unbeschwert, genossen ein vergleichsweise unreglementiertes Leben und ließen sich stark beeinflussen von der Weite der türkischen Landschaft um Ankara herum.
Begünstigt wurden diese positiven Aspekte durch die Wohnsituation. Die Emigrantenfamilien lebten in der Neustadt in Wohnungen mit europäischen Standards. Die Erwachsenen pflegten enge Kontakte untereinander, machten gemeinsame Ausflüge und hielten Traditionen aus der alten Heimat aufrecht. Sie lebten hier „in stabilen Verhältnissen, und die Türkei blieb bis drei Monate vor Kriegsende offiziell politisch neutral, so dass die Kinder zwar den Kriegszustand mit Lebensmittelrationalisierungen und Verdunklungsmaßnahmen kennenlernten, aber doch nie in Lebensgefahr schwebten“. Diese besondere Situation förderte auch das enge Miteinander der Kinder. Sie hatten viele Kontakte untereinander und nutzten sie für gemeinsamen Aktivitäten – begünstigt durch die schon erwähnte Übersichtlichkeit Ankaras (das aber auch schon mit Kinos und Filmen aus Amerika lockte).
Abgrenzungen gab es auch, aber nur nach außen hin: Wie gleich noch zu zeigen sein wird, gingen nur wenige Emigrantenkinder auf türkische Schulen. Dadurch ergaben sich so gut wie keine Kontakte zu türkischen Kindern. Und selbstverständlich wurden keine Kontakte zur Kolonie A, den Reichsdeutschen, unterhalten.

### Die türkische Schule
Im Gegensatz zu Istanbul, wo bereits seit 1868 eine deutsche Schule bestand, gab es in Ankara in den 1930er- und 1940er-Jahren noch keine deutsche Schule.
Der Besuch einer türkischen Schule kam für die meisten Emigrantenkinder nicht oder nur in Ausnahmefällen in Betracht. Zum einen waren die türkischen Schulen nicht auf ausländische Schüler vorbereitet, zum anderen bereitete den deutschen Schülern die Eingewöhnung in den Alltag der türkischen Schulen große Schwierigkeiten. Zu den sprachlichen Problemen hinzu kamen die aus deutscher Sicht langen täglichen Unterrichtszeiten und das völlig andere Schulklima:

„Die Schüler trugen Uniformen, und ihnen wurde ein militärischer Drill anerzogen. Morgens prüfte die Lehrerin die Sauberkeit von Kragen und Fingernägeln. Die Prügelstrafe war zugelassen, sie wurde vom Schulleiter ausgeübt, indem er auf die Fußsohlen der Schüler hieb. In eine Klasse gingen etwa 65 Schüler.“

Gegen den Besuch einer türkischen Schule sprach darüber hinaus, dass die meisten Emigrantenfamilien ihren Aufenthalt in der Türkei nur als vorübergehend betrachteten. Aus dieser Sicht war der Besuch einer türkischen Schule und ein entsprechender Abschluss wenig erstrebenswert, weil er weder eine Möglichkeit zur Vermittlung deutscher kultureller Werte im Schulalltag bot, noch die Grundlagen schuf für ein eventuelles Studium in den USA, dem eigentlichen Emigrationsziel vieler akademischer Emigranten.
Wenn deutsche Emigrantenkinder eine türkische Schule in Ankara besuchten, dann geschah dies meist aus finanziellen Gründen, denn der Besuch einer türkischen Schule war kostenlos. Manche Emigranten, meistens die Väter, mussten im Laufe ihres Türkeiaufenthaltes Verschlechterungen ihrer arbeitsvertraglichen Situation hinnehmen und, damit verbunden, Verschlechterungen ihres Einkommens. In solchen Fällen war der Besuch einer türkischen Schule meist der einzige verbleibende Weg, um den Kindern dennoch eine Ausbildung ermöglichen zu können.

### Die Schule der Frau Kudret
Ziel für die meisten deutschen Emigrantenfamilien in Ankara war es, dass ihre Kinder eine dem deutschen Schulsystem vergleichbare Ausbildung erhalten sollten, die in der Regel auf das Externen-Abitur an der Deutschen Schule Istanbul vorbereitete. Die „Reichsdeutschen“ ließen ihre Kinder zu diesem Zweck von Privatlehrern im „Deutschen Schulzirkel“ unterrichten. Das war eine schulähnliche Einrichtung, die 1925 nach dem Umzug der deutschen Botschaft von Istanbul nach Ankara gegründet worden war und von der türkischen Regierung geduldet wurde. Der „Schulzirkel“ hatte seinen Sitz im Konsulatsgebäude der deutschen Botschaft. Für die Emigranten kam es nicht in Frage, ihre Kinder dort unterrichten zu lassen.
Dass dennoch eine schulische Ausbildung für die Emigrantenkinder in Ankara möglich wurde, verdankten sie einer in die Türkei ausgewanderten Wissenschaftlerin.
Doris Zernott war 1895 in der Nähe von Augsburg geboren worden. 1913 legte sie als erstes Mädchen das Abitur am Realgymnasium ihrer Heimatstadt ab und studierte anschließend in München Mathematik, Physik und Chemie. Erstes Berufsziel war offenbar das Lehramt, doch von 1918 bis 1921 schloss sie ein weiteres Studium an, unter anderem auch an der Sorbonne, und studierte die Fächer Germanistik, Geschichte und Französisch. Nach ihrer Promotion (Dr. phil.) heiratete sie 1921 den in Deutschland ausgebildeten Maschinenbauingenieur Kudret Bey. Das Ehepaar zog in die Türkei, und Doris Zernott hieß von nun an Dr. phil. Leyla Kudret (später kam noch der Nachname Erkönen hinzu). Von 1924 bis 1934 war Leyla Kudret als Privatlehrerin in Istanbul tätig, wo auch bereits die Kinder der Emigranten Fritz Neumark und Wilhelm Röpke zu ihren Schülern zählten.
1934 erfolgte der Umzug des Ehepaares Kudret nach Ankara, da Kudret Bey dort eine Stelle angeboten worden war. Leyla Kudret setzte hier ihre private Unterrichtstätigkeit fort und wurde zur Garantin der schulischen Ausbildung der deutschen Emigrantenkinder in Ankara. Sie gab weniger privaten Einzelunterricht, sondern unterrichtete die altersmäßig breit gestreute Schülerschaft gemeinsam, aber in altershomogenen Lerngruppen, und praktizierte einen jahrgangsübergreifenden Unterricht. Der fand zunächst in der Wohnung der Kudrets statt. 1940 wurde Leyla Kudret aber wegen eines unbegründeten Spionageverdachts von den türkischen Behörden ein vorübergehendes Unterrichtsverbot erteilt. Von da an verlagerte sich der Unterricht, jetzt getrennt nach Lerngruppen, in die Wohnungen der Eltern der Schülerinnen und Schüler.

„Die Schüler erlernten nacheinander alles, was der Lehrplan der deutschen Grundschule, der Mittelschule und des Realgymnasiums vorsah. […] Klassenarbeiten wurden selten geschrieben, Hausaufgaben hingegen oft kontrolliert und korrigiert. Durch die fehlenden Schulbücher waren die Kinder schon früh gezwungen, den Ausführungen der Lehrerin zu folgen und gleichzeitig mitzuschreiben. Zu Hause sollten die Notizen dann ausgearbeitet werden.“

Leyla Kudret – die Kinder nannten sie liebevoll „Frau Ku“ – unterrichtete ihre Schülerinnen und Schüler in Physik, Mathematik, Englisch, Französisch, Latein, Deutscher Literatur, Geschichte, Biologie. Sie brachte ihnen aber auch Schreibmaschineschreiben, Handelskunde und Stenografie bei. Lediglich Kunst-, Sport- und Musikunterricht gehörte nicht zu ihrem Repertoire. Gestützt auf viele Interviews mit „Ehemaligen“ kommt Sabine Hillebrecht zu der Einschätzung:

„Diese Lehrerin hatte ein immenses Schulwissen parat, produzierte es mündlich und präparierte gleichzeitig analoge schriftliche Übungsaufgaben und weiterführende Hausarbeiten, und während des gesamten Unterrichts wechselte sie mühelos von einer Lernstufe in die nächste und von einem Unterrichtsfach in das andere, ohne sich und den Schülern eine Pause zu gönnen.“

Für viele ihrer Schülerinnen und Schüler war Leyla Kudret eine prägende Figur, der sie selbst im hohen Alter noch hohe Anerkennung zollten. Beispielhaft hierfür ist ein Statement, das Edzard Reuter im August 2012 für eine Reportage in Chrismon beisteuerte:

„Wie meine Eltern, gehörte Frau Kudret zu den Menschen, die mich nie so erzogen, dass ich die Dinge in einer bestimmten Weise anzupacken hätte – etwa, dass mein Jugendzimmer so oder so aufzuräumen wäre. Einen erhobenen Zeigefinger, einen Rohrstock gar – das gab es bei Frau Kudret nie. Sie verstand uns als Mitarbeitende und vertraute uns. Dieser intensive Unterricht ist ein Geschenk aus dieser schwierigen Zeit. Dass ich ein neugieriger Mensch wurde – das ist auch ein Verdienst von Frau Kudret. Die Eltern erlebten jeden Tag, wie ich dazulernte. Ich war ein begeisterter Schüler.“

Das akademisch geprägte Emigrantenmilieu Ankaras bot allerdings noch zusätzliche Ressourcen für eine umfassende Bildung der Kinder. Die Solidargemeinschaft der „Kolonie B“ (das waren die Nicht-Nationalsozialisten), Eltern und ihre Freunde, beteiligten sich direkt an der Ausbildung: so unterrichtete zum Beispiel Ernst Reuter für etwa ein Jahr Geographie, Georg Rohde gab Latein- und Altgriechischunterricht, seine Frau Irmgard, eine promovierte Archäologin, Geschichtsunterricht, Eduard Zuckmayer erteilte Klavierunterricht und andere halfen mit ihren Sprach- oder Mathematikkenntnissen weiter.

### Internierung
Die relative Idylle in Ankara endete im August 1944. Am 2. August brach die Türkei die diplomatischen Beziehungen zu Deutschland ab und forderte alle deutschen Staatsangehörigen zum Verlassen der Türkei auf. Wer nicht abreisen konnte oder wollte, wurde, mit wenigen Ausnahmen, interniert. Die Deutsche Schule in Istanbul wurde geschlossen, womit keine Möglichkeiten zur Ablegung der Reifeprüfung mehr bestanden.
Am 23. August 1944 erfolgte die Überführung der Internierten in die inneranatolischen Internierungsorte Kırşehir , Çorum  und Yozgat . War Ankara für viele deutsche Emigranten im Vergleich zu Istanbul schon recht provinziell gewesen, so lernten sie jetzt noch ungewohntere Lebensverhältnisse kennen. Kirşehir, zum Beispiel, war in der Antike ein wichtiges Handelszentrum gewesen. 1944 aber war es eine verschlafene Kleinstadt, umgeben von anatolischer Steppe. Es gab kein fließendes Wasser und nur selten Strom. Die Öllampen gaben ein so schwaches Licht, dass man nach Einbruch der Dunkelheit nicht mehr lesen konnte. Trotzdem pflegten die Emigranten dort die deutsche Kultur. Sie gründen einen Chor, der von Eduard Zuckmayer geleitet wurde. Gerhard Ruben, der Sohn von Walter Ruben, erinnert sich: „Wir hatten ja furchtbar viel Zeit, und Zuckmayer kannte natürlich die ganze klassische Musik hervorragend. Wir haben also Kirchenmusik gesungen. Da war auch ein katholischer Pfarrer interniert, und ein paar Nonnen aus Österreich. Die hielten sonntags immer Gottesdienst. Und da haben wir tatsächlich eine Messe des Kirchenmusikers Palestrina gesungen. Mitten in der Türkei!“
In den drei Internierungsorten gab es kein schulisches Angebot für die deutschen Kinder. Abermals bewährte sich hier die oben schon erwähnte Solidargemeinschaft der „Kolonie B“. Es wurde Privatunterricht organisiert, der sich auf die Vorbildung der internierten Akademikerinnen und Akademiker stützte, und auch die von Rubens schon erwähnten internierte Padres und Nonnen des katholischen Krankenhauses in Istanbul konnten für die Weiterbildung der Kinder gewonnen werden. In Çorum gab es Unterricht durch internierte österreichische Lehrer.
Hinzu kam, dass trotz der Internierung Spielraum für die Erkundung der Umgebung gegeben war. Einige der Erwachsenen, so etwa Fritz Baade, der Kırşehir dazu verholfen hat, Kurort mit einer Heilquelle zu werden, oder Walter Ruben, nutzten diese Möglichkeiten für eigene Forschungsarbeiten und konnten ihre Kinder dabei einbeziehen: „Die Einbeziehung der Heranwachsenden in die Forschungsgebiete der Professoren verlief planlos, sie ergab sich durch fehlende Arbeitsverpflichtungen der Väter. Und sie resultierte aus den Gegebenheiten des Internierungsortes.“
Zu Weihnachten 1945 endete die achtzehnmonatige Internierung. Gerhard Ruben empfand diese Zeit rückblickend als Bereicherung: „Man hatte den Orient wirklich gesehen und gelebt, wenn auch nur in einer primitiven und späten Form, aber das war ein echter Orient, mit Basar und Räubern und Aberglauben und Derwischen.“

### Rückblick auf Leyla Kudret
Leyla Kudret genießt bei ihren ehemaligen Schülerinnen und Schülern ein hohes Ansehen, wie die vielen von Sabine Hillebrecht ausgewerteten Interviews belegen. Ihre private Schule in Ankara überdauerte den Krieg und auch die Nachkriegszeit. Sie unterrichtete dann auch an der 1952 in Ankara gegründeten Deutschen Schule, die seit 2002 Ernst-Reuter-Schule heißt.
1985 wurde Leyla Kudret das Bundesverdienstkreuz verliehen. Etwa in der Zeit hat sie auch Edzard Reuter noch einmal gesehen und erinnert sich daran:

„Da war sie schon deutlich über 90 Jahre alt. Bei ihr war eingebrochen und sie war niedergeschlagen worden. Trotz des Überfalls saß sie zu Hause in ihrem Haus, ganz aufrecht. Nur älter, im Grunde aber unverändert. Sie wusste genau Bescheid. Sie gab auch noch Unterricht an der Ernst-Reuter-Schule, der Deutschen Schule in Ankara. 1992 ist sie gestorben. An der Schule erinnert eine Tafel an sie, den Text durfte ich entwerfen: ‘Tief verwurzelt in europäischer Kultur, hat ihre einzigartige Persönlichkeit, verbunden mit umfassendem Wissen und Können, über lange Jahre hinweg unzählige junge Menschen vielfältigen Herkommens für ihr weiteres Leben vorbereitet und geprägt.‘ Ich glaube, etwas Besseres kann man über eine Lehrerin nicht sagen.“

## Deutschsprachige Flüchtlinge
Eine umfassendere Liste findet sich bei Reisman (2006), S. 474 ff. (siehe Literatur).
- Licco Amar, ungarischer Violinist. Musiklehrer am Konservatorium in Ankara 1934 bis 1957, Rückkehr in die Bundesrepublik
- Heinz Anstock, Romanist und Germanist. Dozent an der Universität Istanbul, Lehrer an der Deutschen Schule Istanbul, 1935 bis 1954 und 1955 bis 1974, Rückkehr in die Bundesrepublik
- Fritz Arndt, Chemiker, als Flüchtling in Istanbul seit 1935 (zuvor bereits dort von 1915 bis 1918), zahlreiche fachliche Veröffentlichungen in türkischer und deutscher Sprache 1935 bis 1942, Rückkehr nach Hamburg 1955
- Erich Auerbach, Romanist, Istanbul 1936 bis 1947
- Fritz Baade, Wirtschaftswissenschaftler und Politiker, Ankara 1935 bis 1946
- Rudolf Belling, Bildhauer, Istanbul 1937 bis 1966
- Paul Bonatz, Architekt, flüchtete 1943 in die Türkei, bis 1954 an der İstanbul Teknik Üniversitesi
- Clemens Bosch, Althistoriker und Numismatiker, Istanbul von 1935 bis 1955
- Hugo Braun, Hygieniker und Bakteriologe, Istanbul 1934 bis 1949
- Leo Brauner, Botaniker, Istanbul 1933 bis 1955[24]
- Friedrich Ludwig Breusch (1903–1983), Chemiker, Istanbul 1937 bis 1971[25]
- Ernst Wolfgang Caspari, Genetiker und Zoologe, Istanbul ab 1935
- Harry Dember, Physiker, Universität Istanbul 1933 bis 1942, danach USA
- Friedrich Dessauer, Biophysiker, Radiologe und Politiker
- Herbert Dieckmann, Romanist, Türkei 1934 bis 1938, danach USA
- Liselotte Dieckmann, Literaturwissenschaftlerin und Germanistin, Türkei 1934 bis 1938, danach USA
- Josef Dobretsberger, österreichischer Politiker und Jurist, Istanbul und Kairo 1938 bis 1945
- Wolfram Eberhard, Kalifornien, Sinologe an der Universität Ankara 1937 bis 1948, danach USA
- Carl Ebert, Schauspieler, Regisseur und Intendant, 1933 bis 1939 England, 1939 bis 1948 Ankara, Staatliches Konservatorium und Staatstheater, danach USA
- Albert Eckstein, Pädiater, 1935–1949 Ankara[26]
- Herbert Eckstein, Urologe und Kinderchirurg, als Kind sowie beruflich 1958 bis 1961 in der Türkei, Sohn von Albert Eckstein
- Ernst Engelberg, Historiker, 1941 bis 1947 an der Fremdsprachenschule Istanbul
- Erich Frank, Mediziner, von 1933 bis zu seinem Tod aktiver Professor in Istanbul, Staatsbegräbnis durch die türkische Regierung
- Erwin Freundlich, Astrophysiker, Gründer des Astronomischen Instituts in Istanbul (1933)
- Traugott Fuchs, Germanist, Maler, in der Türkei 1934 bis 1997
- Hilda Geiringer, Mathematikerin, 1934 bis 1939 in Istanbul, Professorin an dem von Richard von Mises aufgebauten Mathematik-Institut, danach USA
- Hans Gustav Güterbock, Hethitologe, in Ankara 1935 bis 1948
- Felix Michael Haurowitz, Prag, seit 1939 Professor und Leiter des Biochemischen Instituts in Istanbul bis 1948, danach USA
- Alfred Heilbronn, Botaniker, 1933–1955 in der Türkei bis zu seiner Emeritierung
- Reginald Oliver Herzog, Chemiker,[27] 1933 in die Türkei
- Franz Hillinger, Architekt, von 1937 bis 1956 Türkei, u. a. Mitarbeiter von Bruno Taut
- Arthur R. von Hippel, Physiker, in Istanbul 1933 bis 1935; an der Universität Istanbul 1934, Weiterreise nach Kopenhagen 1935 und in die USA 1936 und folgende Jahre
- Paul Hindemith, Bratschist und Komponist der Moderne, Gründer des Konservatoriums in Ankara, 1935 bis 1938 in der Türkei, danach Schweiz, USA
- Ernst Eduard Hirsch, Jurist, verfasste das türkische Handelsgesetzbuch und begründete dort ein Urheberrecht, Istanbul ab 1933, Ankara ab 1943
- Julius Hirsch (* 1892 in Hamburg – 1963[28]), Bakteriologe und Hygieniker an der Universität Istanbul 1933 bis 1948, zugleich Direktor des Hygiene-Instituts der Universität, ab 1948 in der Schweiz[29]
- Clemens Holzmeister, Architekt, Exil 1940 bis 1950 (Lehrtätigkeit) bzw. 1954 Wohnsitz-Remigration. Plante zahlreiche Regierungsbauten in Ankara, unter anderem das Parlamentsgebäude. 2008 wurde in Ankara eine Straße nach ihm benannt.
- Richard Honig, Jurist, Strafrechtler, 1933 bis 1939 Universität Istanbul, danach USA
- Josef Igersheimer (1879–1965), Professor der Augenheilkunde, von 30. November 1933 bis 1939 Istanbul, dann USA (Boston)[30]
- Alfred Isaac (1888–1956), Ökonom, mit Röpke Gründer des Ökonomischen Instituts Istanbul
- Alfred Kantorowicz, Zahnmediziner, von 1934 bis 1948 Professor in Istanbul und Ankara
- Gerhard Kessler, Soziologe und Wirtschaftswissenschaftler, Exil 1933 bis 1951, gründete mit einem türkischen Kollegen die erste Gewerkschaft des Landes
- Curt Kosswig, Biologe. In Istanbul seit 1937. Staatsakt der türkischen Regierung in Istanbul zur Beisetzung
- Walther Kranz, Altphilologe und Philosophiehistoriker, 1943 bis 1950 Istanbul
- Fritz Rudolf Kraus, Assyriologe, 1937 bis 1949 in Istanbul, danach Wien und Leiden
- Benno Landsberger, Assyriologe, 1935 bis 1948 in Ankara, danach Chicago
- August Laqueur (1875–1954), Arzt, Ankara 1935 bis 1954; dessen Kinder
  - Kurt Laqueur (1914–1997), Istanbul 1936 bis 1952, später deutscher Diplomat
  - Marianne Laqueur (1918–2006), Ankara 1935 bis 1960, später Informatikerin
- Wilhelm Liepmann (1878–1939), Professor der Gynäkologie und Geburtshilfe in Berlin, dann Spanien und ab 1933 in der Türkei[31]
- Werner Lipschitz (1892–1948), Pharmakologe, 1933 bis 1938 in Istanbul, dann USA
- Hans Marchand, Anglist, Romanist, Sprachwissenschaftler, 1933 bis 1953 in Istanbul
- Alfred Marchionini, Dermatologe, am Krankenhaus „Numune Hastanesi“ in Ankara
- Eduard Melchior (geb. 13. März 1883 Dortmund, gest. 1974 Scesana-Vira, Gambarogno) Chirurg, 1936–1954 am Ankaraner Numune Hastanesi-Hospital und ab 1946 zusätzlich an der Medizinischen Fakultät Ankara; 1954 Jugenheim; ab 1966 Schweiz[32]
- Max Meyer, HNO-Arzt, 1935 bis 1940 Direktor der HNO-Klinik am Numune Hastanesi in Ankara, bis 1947 auf den HNO-Lehrstuhl der Universität Teheran berufen
- Richard von Mises, Mathematiker, in der Türkei 1933 bis 1939, danach USA
- Fritz Neumark, Finanzwissenschaftler, er verfasste das Gesetz zur Einkommensteuer. In Istanbul September 1933 bis 1950
- Rudolf Nissen, Chirurg, Universität Istanbul 1933 bis 1939, danach USA und Schweiz[33]
- Siegfried Oberndorfer, Pathologe, Institut für allgemeine und experimentelle Pathologie in Istanbul, Türkei 1933 bis zu seinem Tod 1944
- Gustav Oelsner, Architekt, Stadtplaner und Baubeamter, Türkei 1939 bis 1949
- Berta Ottenstein, Dermatologin, Türkei 1935 bis 1945, Dozentin und Leiterin der dermatologischen Klinik an der Universität Istanbul
- Richard Peters, Journalist und Autor, später USA.
- Wilhelm Peters, zunächst in England, dann Istanbul 1937 bis 1952 bis zur Emeritierung. Gründer des Psychologischen Instituts der Universität
- Ernst Praetorius, Dirigent und Musikhistoriker
- William Prager, angewandter Mathematiker, 1933 bis 1940 (Technische) Universität Istanbul, danach USA, Schweiz
- Paul Pulewka, Pharmazeut und Toxikologe, war von 1935 bis 1946 beim Gesundheitsministerium, dann bis 1954 an der Universität Ankara tätig
- Hans Reichenbach, Physiker und Philosoph, Istanbul 1933 bis 1938, danach USA
- Friedrich „Fritz“ Reimann, Hämatologe, Istanbul 1940 bis 1986, danach Bundesrepublik Deutschland
- Margarethe Reininger geb. Gläser (* 1896 Wien; † 1959 Maryland), Ehefrau von Walter Reininger, Österreicherin, Röntgenschwester am Radiologischen Institut der Universität Istanbul 1938 bis 1948, danach USA[34]
- Walter Reininger (* 1899 Wien; † 1968), Ehemann von Margarethe Reininger, Ingenieur am Institut für Radiologie und Biophysik der Medizinischen Fakultät der Universität Istanbul 1938 bis 1948, Weiterreise in die USA[34]
- Ernst Reuter, Türkei 1935 bis 1946, später Regierender Bürgermeister von Berlin[35]
- Edzard Reuter, mit seinem Vater Ernst Reuter 1935 bis 1946 in der Türkei, von 1987 bis 1995 Vorstandsvorsitzender der Daimler-Benz AG
- Rosa Maria Rössler (* 1901 Wien; † 1954 Türkei), Pathologin aus Wien, 1934 in die Türkei, 1937 Institut für Pathologische Anatomie der Universität Istanbul, 1947 II. Klinik für Innere Medizin mit Erich Frank,
- Wilhelm Röpke, neoliberaler Ökonom, lehrte ab 1933 an der Universität Istanbul, ab Winter 1937/38 in Genf
- Georg Rohde, 1935 bis 1949 Lehrstuhl für Altphilologie in Ankara
- Hans Rosenberg, Physiker und Astronom, 1934 bis 1937 USA, danach in die Türkei
- Walter Ruben, Indologe, Ankara und Kırşehir von 1935 bis 1948, danach Chile
- Alexander Rüstow, neoliberaler Soziologe und Ökonom, von 1933 bis 1949 Universität Istanbul
- Margarete Schütte-Lihotzky, Architektin, Istanbul 1938 bis 1941, danach in Wien verhaftet, überlebte das Hochverratsverfahren vor dem Volksgerichtshof dank eines gefälschten Briefes ihres Mannes Wilhelm Schütte, Ministerialangestellter in der Türkei
- Philipp Schwartz, Mediziner, Türkei 1933 bis 1953, dann USA
- Andreas Bertalan Schwarz, Rechtswissenschaftler, seit 1933 Universität Istanbul, bis zur Emeritierung
- Max Sgalitzer, Radiologe, Leitung des Radiologischen Instituts der Universität Istanbul 1938 bis 1943 als Nachfolger von Dessauer, dann USA[34], dessen Tochter:
  - Elizabeth Sgalitzer, Istanbul 1938 bis 1943, dann USA, später Kunsthistorikerin mit dem Spezialgebiet islamische Kunstgeschichte
- Karl Süssheim, auch Süßheim, Orientalist und Historiker, nach deutscher KZ-Haft von 1941 bis zu seinem Tod 1947 in Istanbul
- Leo Spitzer, Romanist, Türkei 1933 bis 1936, danach USA
- Bruno Taut, Architekt, von 1936 bis zu seinem Tod 1938 in Istanbul
- Andreas Tietze, Turkologe, von 1937 bis 1958 in Istanbul, unter anderem als Sprachlehrer, danach University of California, Los Angeles, später Rückkehr an die Universität Wien[36]
- Robert Vorhoelzer, Architekt, von 1939 bis 1941 in Istanbul (Nachfolge Bruno Taut), nach Spionagevorwürfen ausgewiesen
- Martin Wagner, in der Türkei seit 1935, ab 1938 in den USA
- Edith Weigert, Psychiaterin und Psychoanalytikerin, von 1935 bis 1938 psychoanalytische Tätigkeit in Ankara, anschließend Übersiedlung nach Washington D.C., dort gleichfalls praktisch tätig sowie mit der Institutionalisierung der Psychoanalyse und der Lehre der Psychoanalyse befasst.[37] Ehefrau von:
- Oscar Weigert, Verwaltungsjurist und Arbeitsrechtexperte, von 1935 bis 1938 Regierungsberater im Wirtschaftsministerium der Türkei, anschließend Hochschullehrer an der American University in Washington D. C. sowie Beamter im Bureau of Labor Statistics des amerikanischen Arbeitsministeriums[38]
- Carl Weisglass (* 13. Dezember 1898 in Wien; † Januar 1987 in New York). Promovierter Ingenieur, Österreicher jüdischen Glaubens, Leiter der Werkstatt des Radiologischen Instituts der Universität Istanbul 1939 bis 1948, danach USA, mit Ehefrau Valerie Weisglass[34]
- Hans Wilbrandt, Landwirtschaftsexperte, in Ankara 1934 bis 1952, gründete das türkische Genossenschaftswesen
- Hans Winterstein, Physiologe, Istanbul ab 1933 bis zur Emeritierung 1953, Gründer des Physiologischen Instituts
- Eduard Zuckmayer, Musiker und Musikpädagoge, von 1936 bis zu seinem Tod 1972 in Ankara, gründete dort die Akademie für Musiklehrer

## Zitat
„Dem türkischen Volk in Dankbarkeit, das von 1933 bis 1945 unter der Führung von Staatspräsident Atatürk an seinen akademischen Institutionen deutschen Hochschullehrern Zuflucht gewährte. Im Namen des deutschen Volkes, Richard von Weizsäcker, Präsident der Bundesrepublik Deutschland, 29. Mai 1986.“

## Dokumentarfilm
- Haymatloz – Exil in der Türkei

## Projekte, weitere Medien
- Wander-Ausstellung „Haymatloz“, siehe Literatur: Verein aktives Museum 2000, überarbeitet 2009.
- Schul-Projekt „Haymatloz“ am Goerdeler-Gymnasium Paderborn[44]
- Zuflucht am Bosporus. Dokumentarfilm von Nedim Hazar & Pavel Schnabel, 2001. Erstausstrahlung 3sat 28. Oktober 2001 mit den Zeitzeugen Cornelius Bischoff, Literatur-Übersetzer aus dem Türkischen, * 1928 (in Istanbul: 1939 bis 1949) und Addi Scholz, Tochter von Gerhard Kessler, sie lebte nur kurzzeitig in der Türkei.
- Eine der wenigen literarischen Würdigungen des Exils in der Türkei erfolgte durch die Schriftstellerin Esmahan Aykol. Die Protagonistin ihrer bislang vier Romane um die Istanbuler Krimi-Buchhändlerin Kati Hirschel ist sowohl vom Namen her als auch aufgrund ihrer literarischen Biografie unschwer als fiktive Tochter von Ernst Eduard Hirsch zu erkennen.
- Haymatloz. Exil in der Türkei. Ein biographischer Dokumentarfilm von Eren Önsöz (Regie & Drehbuch) über die deutschen Exilanten, in welchem ihre Kinder oder Enkel ihre Familiengeschichte erzählen. 95 min. Originalsprachen deutsch, türkisch (je nach Gesprächspartner); Untertitel in der jeweils anderen Sprache. Mitwirkende Enver Hirsch, Elisabeth Weber Belling, München; Susan Ferenz-Schwartz, Zürich; Kurt Heilbronn, Eschborn und Istanbul; und Engin Bagda, * 1946 Ankara, jetzt Eberstadt (in gleicher Reihung: Nachkomme von Ernst Eduard Hirsch; Rudolf Belling; Philipp Schwartz; Alfred Heilbronn; Otto Gerngroß). Mit Familienbildern als Originalaufnahmen aus den Fluchtjahren. Gefördert durch die Film- und Medienstiftung NRW. Verleih Mindjazz Picture. Kamera Andreas Köhler, Produktion Hupe Film, Erik Winker. Trailer (2 min) auf der Verleihseite.[45]